# Erigone uintana
Erigone uintana là một loài nhện trong họ Linyphiidae.
Loài này thuộc chi Erigone. Erigone uintana được Ralph Vary Chamberlin & Wilton Ivie miêu tả năm 1935.